# Malin Falch
Malin Falch (ur. 6 stycznia 1993 w Trondheim) – norweska rysowniczka i ilustratorka, znana z serii komiksów fantasy dla dzieci i młodzieży Światła Północy.

## Życiorys
Falch ukończyła Akademię Sztuki w San Francisco w Kalifornii. Już w czasie studiów zaczęła publikować internetową serię komiksową Światła Północy (org. Nordlys). Po ukończeniu studiów została zatrudniona przez amerykańską firmę Zynga zajmującą się tworzeniem gier. W 2017 roku przeprowadziła się do Oslo, aby dalej rozwijać serię komiksów.
Pierwszy album autorki, Światła Północy #1. W Dolinie Trolli, została wydana w 2018 roku (w Polsce w 2021, nakładem Egmontu) i przyniosła jej kilka nagród, w tym norweskie nagrody Arks, Pondus i Barnas. W 2022 roku seria była wydawana w 13 krajach. Spin-off Bjørnar: En historie fra Nordlys został uhonorowany nagrodą norweskiego Ministra Kultury dla najlepszego cyklu komiksowego dla dzieci i młodzieży w 2019 roku.
Aktualnie seria liczy 6 tomów, z czego w Polsce ukazało się 5.